# Tai'an
Pour les articles homonymes, voir Tai'an (homonymie).
Tai'an (chinois : 泰安市 ; pinyin : tài'ān shì) est une ville-préfecture située à l'Ouest la province du Shandong en Chine. Sa population est de 615 300 habitants.

## Subdivisions administratives
La ville-préfecture de Tai'an exerce sa juridiction sur six subdivisions - deux districts, deux villes-districts et deux xian :
- le district de Taishan - 泰山区 Tàishān Qū ;
- le district de Daiyue - 岱岳区 Dàiyuè Qū ;
- la ville de Xintai - 新泰市 Xīntài Shì ;
- la ville de Feicheng - 肥城市 Féichéng Shì ;
- le xian de Ningyang - 宁阳县 Níngyáng Xiàn ;
- le xian de Dongping - 东平县 Dōngpíng Xiàn.

## Tourisme
La principale destination touristique de la ville est le mont Tai (Tàishān / 泰山)
Elle possède également d'anciennes fortifications en son centre.

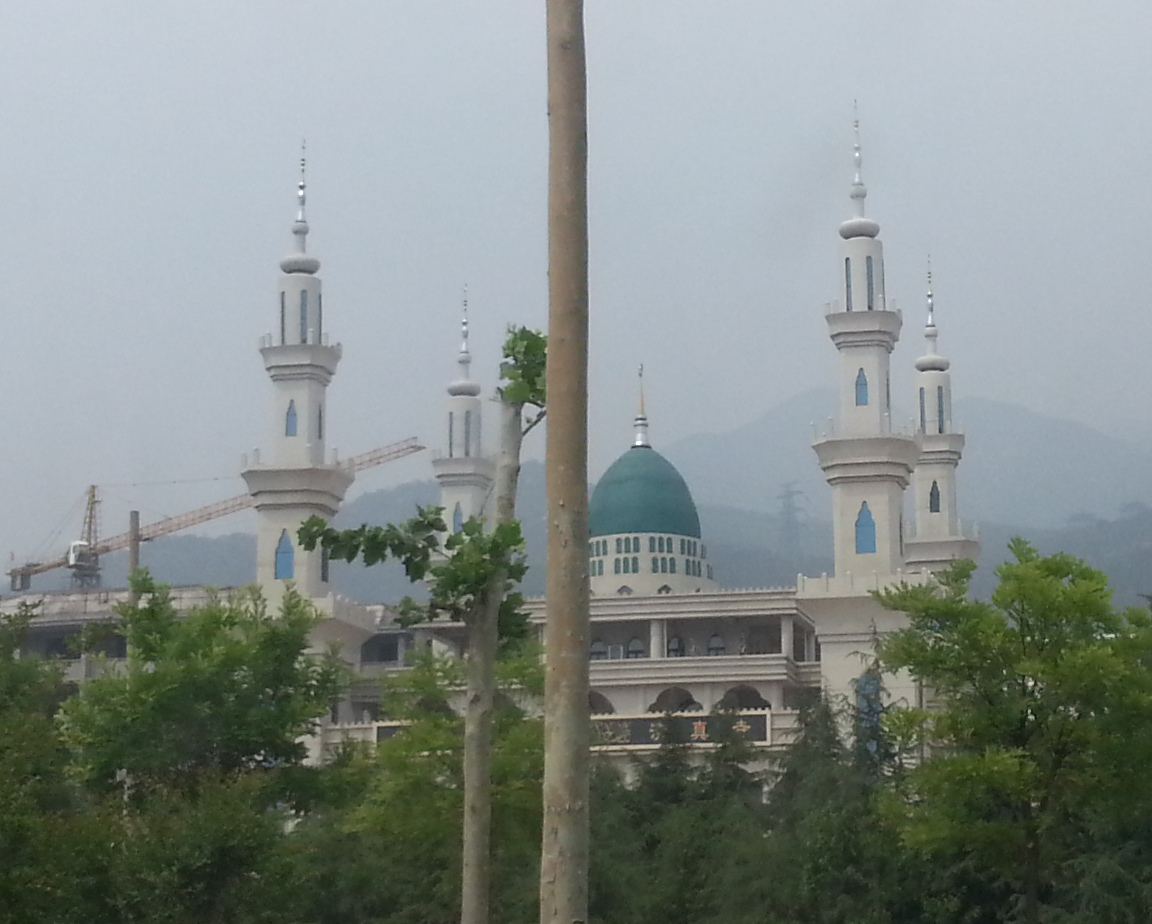
Une des mosquées de Tai'an